# Isothrix bistriata
Isothrix bistriata је врста глодара из породице бодљикави или чекињасти пацови (лат. Echimyidae).

## Распрострањење
Ареал врсте је ограничен на мањи број држава. 
Врста има станиште у Боливији, Бразилу, Колумбији и Перуу.

## Станиште
Станиште врсте су шуме. Врста је присутна на западном подручју басена реке Амазон у Јужној Америци.

## Начин живота
Врста Isothrix bistriata прави гнезда.

## Угроженост
Ова врста није угрожена, и наведена је као последња брига јер има широко распрострањење.